# Troca das Princesas

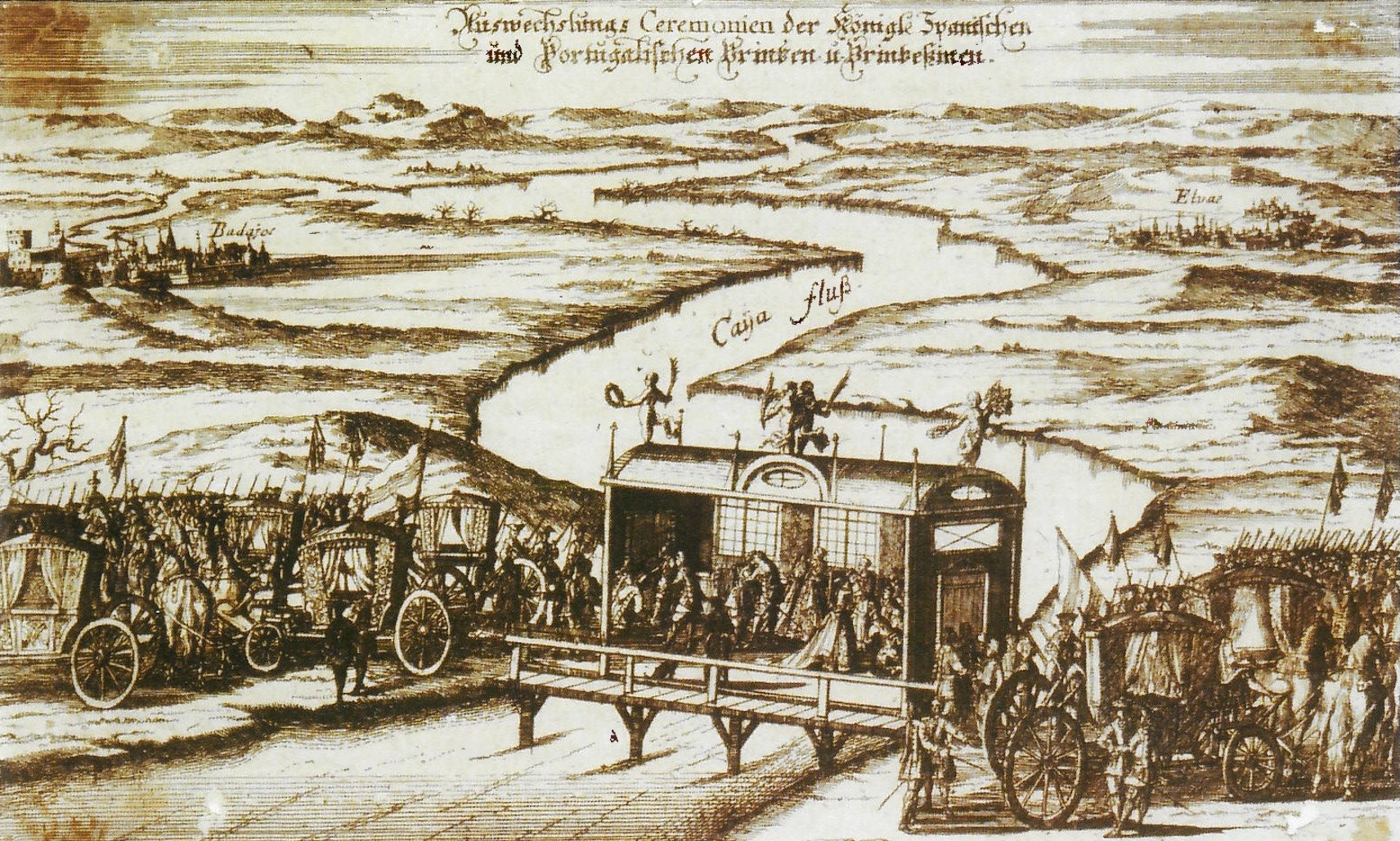
Gravura contemporânea representando a troca das princesas sobre o rio Caia na fronteira Espanha-Portugal

A Troca das Princesas (em castelhano:  Intercambio de las Princesas) refere-se às cerimónias do duplo casamento da Infanta espanhola Mariana Vitória de Espanha ao herdeiro do trono português, José, Príncipe do Brasil, e de seu meio-irmão mais velho Fernando, Príncipe das Astúrias à irmã de José, a Infanta Bárbara de Portugal, em Janeiro de 1729.
No que foi um complexo arranjo diplomático e protocolar, os dois conjuntos de príncipes e princesas foram escoltados até a fronteira Espanha-Portugal pelas duas cortes reais ibéricas e foram trocados em um pavilhão efêmero construído propositadamente sobre uma ponte sobre o rio Caia. pelas vilas de Elvas (do lado português) e Badajoz (do lado espanhol). Houve uma grande preocupação em garantir que o cerimonial fosse perfeitamente simétrico para que ambos os reis, João V de Portugal e Filipe V de Espanha, tivessem igual precedência. Houve também a preocupação de evocar e superar o episódio da Ilha dos Faisões em que a infanta Mariana Vitória de Bourbon fora originalmente prometida a Luís XV de França (a jovem infanta espanhola fora rejeitada quatro anos depois, provocando uma desavença diplomática entre a Espanha e a França).
As negociações do casamento foram conduzidas, do lado espanhol, pelo Marquês de Los Balbases, e do lado português, pelo Marquês de Abrantes.
Algumas das carruagens utilizadas para a cerimónia ainda existem nas coleções do Museu Nacional dos Coches, em Lisboa: três berlindas francesas, a carruagem Dom José e a Carruagem de Mesa. Uma berlinda de gala está no Luray Caverns Car and Carriage Caravan Museum em Luray, Virgínia.

## Galeria
- José, Príncipe do Brasil, por Jean Ranc, 1729
- Mariana Vitória de Bourbon, Infanta da Espanha, por Jean Ranc, c. 1725-8
- Fernando, Príncipe das Astúrias, por Jean Ranc, 1731
- Maria Bárbara de Bragança, Infanta de Portugal, por Domenico Duprà, 1725